# بيل رايسش
بيل رايسش (بالإنجليزية: Bill Raisch) (و. 1905 – 1984 م) هو ممثل تلفزي، وممثل أفلام أمريكي، توفي في سانتا مونيكا، كاليفورنيا، عن عمر يناهز 79 عاماً، بسبب سرطان الرئة.

## الخدمة العسكرية
خدم في بحرية الولايات المتحدة.

## وصلات خارجية
- بيل رايسش على موقع IMDb (الإنجليزية)
- بيل رايسش على موقع قاعدة بيانات الفيلم (الإنجليزية)
- بيل رايسش في قاعدة بيانات الأفلام على الإنترنت